# Hôtel Canteil de Condé
L'hôtel Canteil de Condé est un édifice situé à Caen, dans le département du Calvados, en France. Il est inscrit au titre des monuments historiques.

## Localisation
Le monument est situé au no 19 de la place Saint-Sauveur. Il est situé dans le centre-ville ancien de Caen.

## Historique
Le fondateur de l'abbaye d’Ardenne, Aiulf du Marché, habitait à l'emplacement de l'actuel no 19. En 1745, l'occupant de la maison de Aiulf du Marché, déclaré insolvable, demande à mettre fin à son contrat de fieffe. Les deux maisons à pans de bois de l'abbaye sont alors en mauvais état, alors que les échevins ont lancé en 1735 une opération de réaménagement de la place Saint-Sauveur. Vincent Canteil de Condé, mousquetaire du roi et seigneur de Condé-sur-Seulles, achète les deux maisons en 1747. Elles sont remplacées par un hôtel particulier construit dans le goût de l'époque. 
La façade sur rue avec la porte et les vantaux est inscrite au titre des monuments historiques depuis le 23 janvier 1928.

## Architecture
L'immeuble est bâti en pierre de Caen.
La façade sur la rue comporte une belle porte cochère décorée d'un fronton. La porte a conservé un beau heurtoir de style Louis XV. Une plus vaste emprise au sol et une décoration plus simple le distingue de l’hôtel Fouet qui lui fait face.

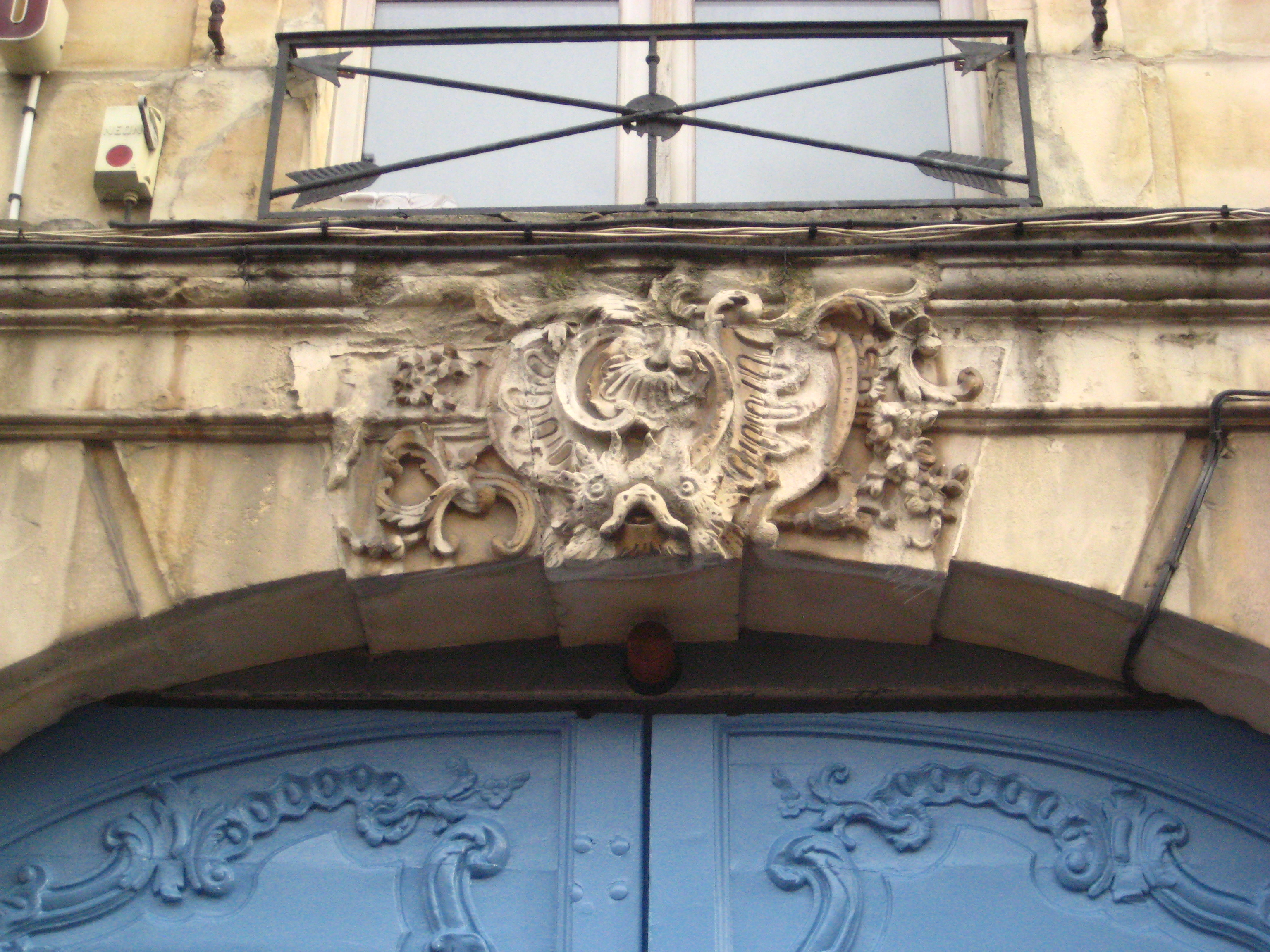
Détail de la porte
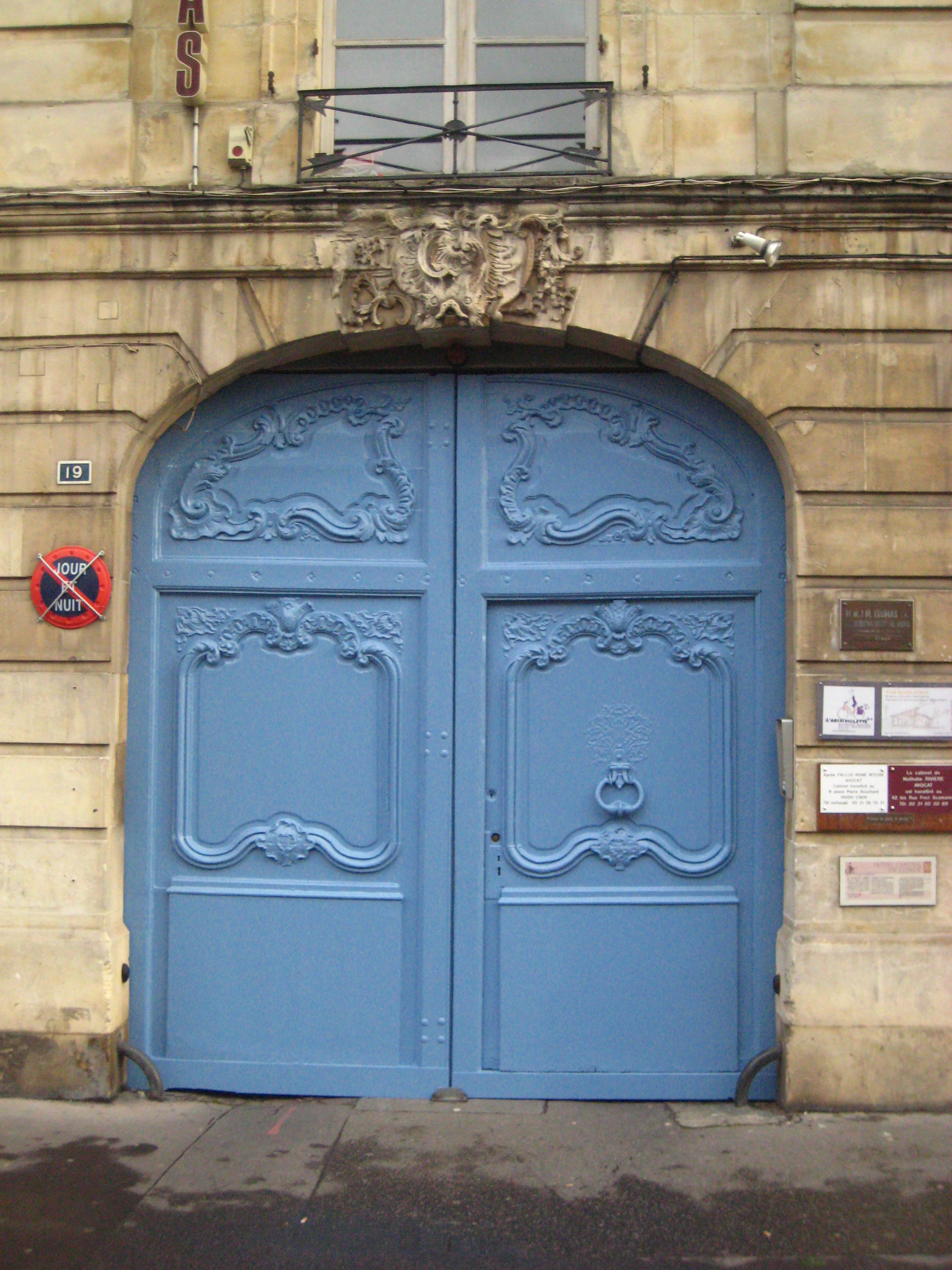
Porte cochère